# Venteuil
Venteuil ist eine französische Gemeinde mit 483 Einwohnern (Stand: 1. Januar 2022) im Département Marne in der Region Grand Est. Sie gehört zum Arrondissement Épernay und zum Kanton Dormans-Paysages de Champagne. Die Einwohner werden Venteuillats genannt.

## Geographie

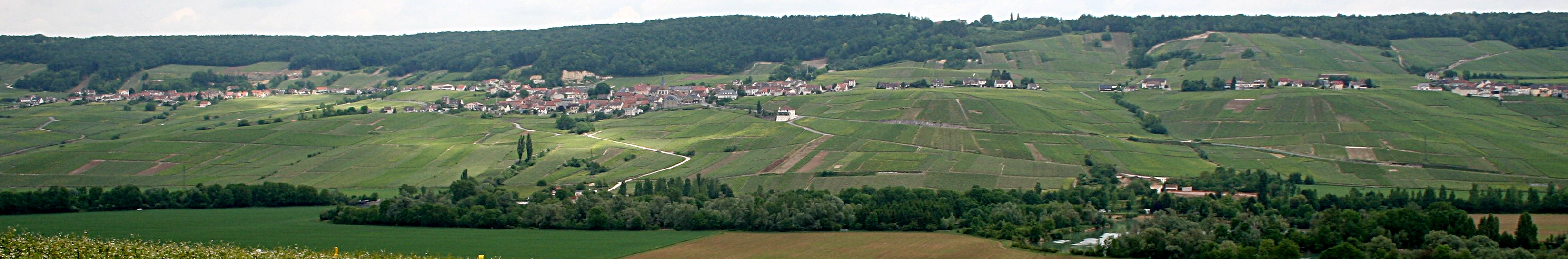
Blick auf Venteuil

Venteuil liegt etwa 21 Kilometer südsüdwestlich von Reims. Der Fluss Marne begrenzt die Gemeinde teilweise im Süden. Umgeben wird Venteuil von den Nachbargemeinden Belval-sous-Châtillon im Norden, Damery im Osten, Boursault im Süden, Reuil im Westen und Südwesten sowie Villers-sous-Châtillon im Westen und Nordwesten.

## Bevölkerungsentwicklung
| Jahr                       | 1962 | 1968 | 1975 | 1982 | 1990 | 1999 | 2006 | 2018 |
| Einwohner                  | 562  | 580  | 571  | 553  | 558  | 558  | 590  | 527  |
| Quellen: Cassini und INSEE |      |      |      |      |      |      |      |      |

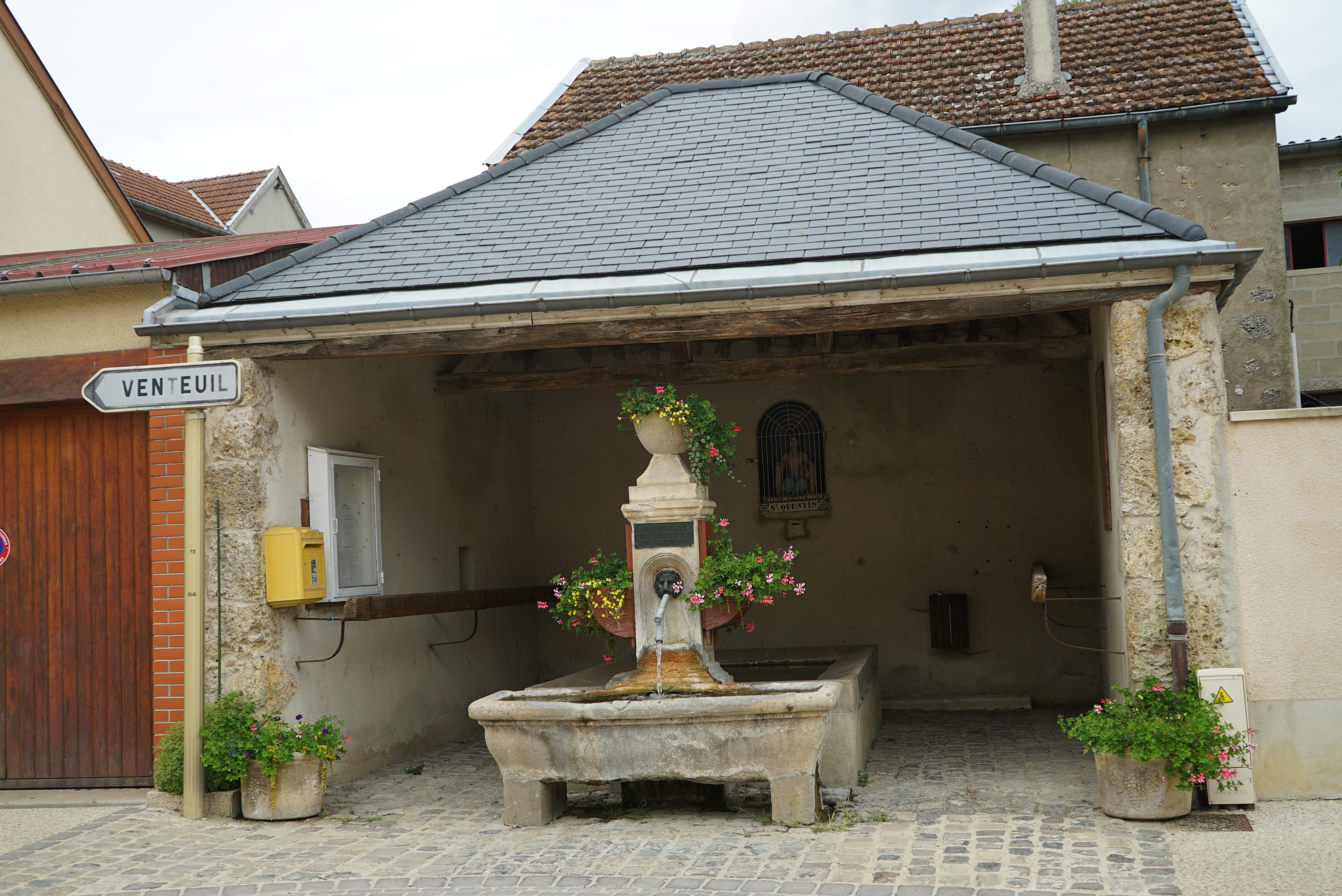
Lavoir
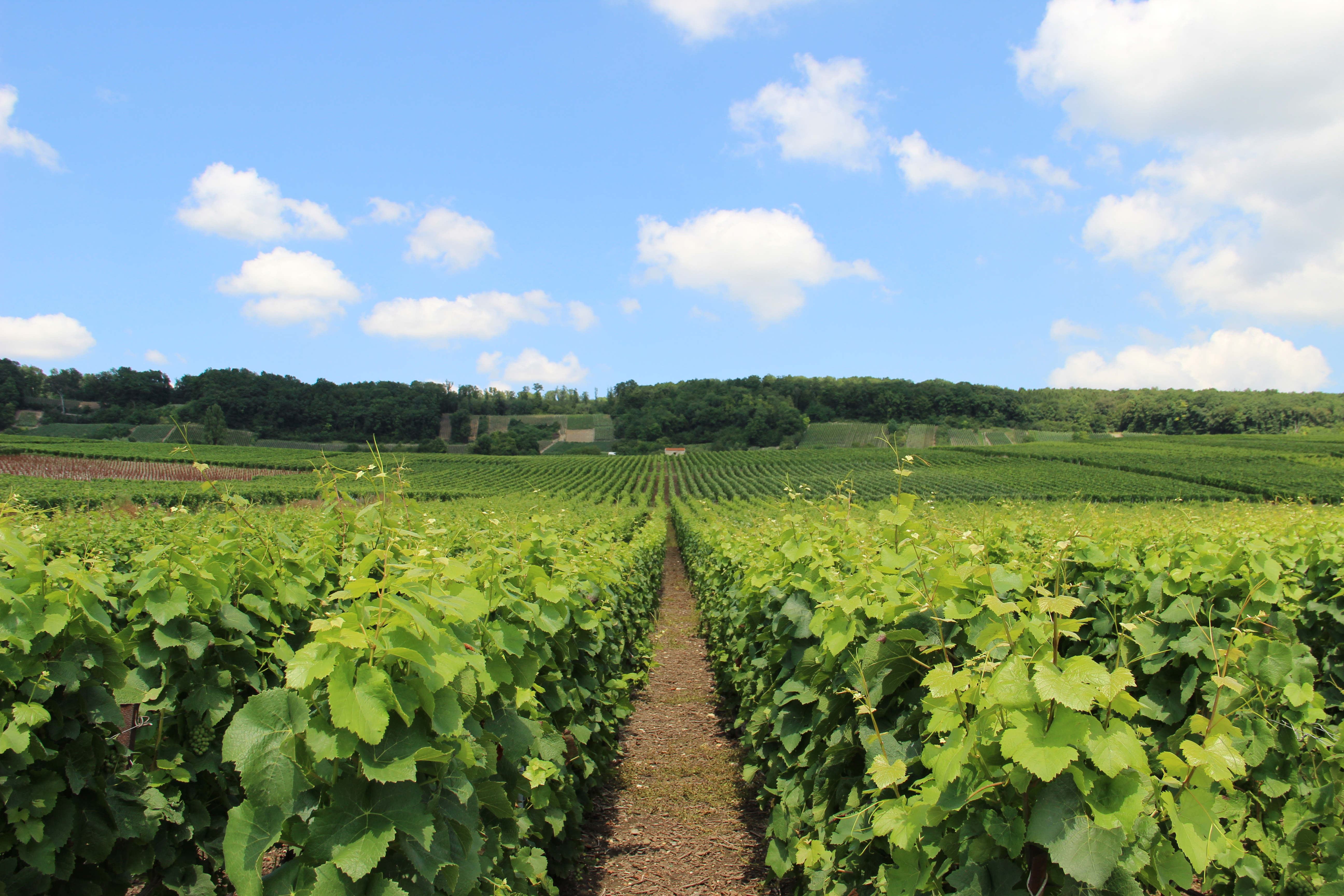
Weinlage in Venteuil